# Mehriban Aliyeva
Mehriban Arif gizi Aliyeva (en azerí: Mehriban Arif qızı Əliyeva), de nacimiento Pashayeva (en azerí: Paşayeva), (Bakú, República Socialista Soviética de Azerbaiyán, 26 de agosto de 1964); es una política y oftalmóloga azerí que ocupa el cargo de Primera Vicepresidenta de la República de Azerbaiyán desde 2017. También ocupa el rol de primera dama de Azerbaiyán desde 2003 al ser esposa del presidente Ilham Alíyev.
Está casada con Ilham Aliyev, presidente de Azerbaiyán. Aliyev creó el cargo de Vicepresidente en 2016 y nombró a su mujer Primera Vicepresidenta en 2017.
Según varios comentaristas se considera ampliamente que Mehriban Aliyeva puede ser una posible sucesora de su esposo como presidenta de Azerbaiyán.

## Biografía
Su abuelo fue el escritor y crítico Mir Jalal Pashayev. Mir Jalal provenía del Azerbaiyán iraní, se convirtió en doctor de ciencias y letras (1947), profesor (1948) y recibió el título de Merecida figura de ciencias de la RSS de Azerbaiyán (1969). El padre de Mehriban Aliyeva — Arif Pashayev en la época soviética fue el cooperador del Instituto de Física de la Academia Nacional de RSS de Azerbaiyán, doctor en ciencias físico-matemáticas. Más tarde se convirtió en un miembro de Academia Nacional de Ciencias de Azerbaiyán y el rector de actual Academia Nacional de la Aviación.
La madre de Mehriban Aliyeva — Aida Imanguliyeva de Azerbaiyán se convirtió en la primera mujer Arabista doctora en ciencias. Fue directora del Instituto de estudios orientales de Azerbaiyán, recibió el título de doctor en ciencias filológicas, y del profesor(1991). La hermana de Mehriban Aliyeva - Nargis Pashayeva (Azerí)", doctora en ciencias de filología, miembro correspondiente de la Academia Nacional de Azerbaiyán, miembro de la unión de Escritores de Azerbaiyán; es la rectora de filial de la Universidad Estatal de Moscú de M.V. Lomonósov (en ruso: Московский Государственный Университет имени М.В. Ломоносова - МГУ; transliterado: Moskóvskiy Gosudárstvenniy Universitét ímeni M.V. Lomonósova - MGU) en Azerbaiyán.

## Carrera profesional
En 1975, Mehriban Aliyeva salió en el papel de la niña Valide, en la película "La carta que habla"(Azerí:"Danışan məktub"). En la escuela n.º 23 de Bakú concluyó los estudios secundarios con una medalla de oro. Tuvo una formación en la facultad de prevención y tratamiento de Instituto Médico Estatal N.Narimanov de Azerbaiyán.
En el período de 1988 a 1992 trabajó en el Instituto de Investigación de enfermedades oculares de Mosscú bajo la dirección del académico M. M. Krasnov. En 1995, fundó y dirigió la fundación "Amigos de cultura de Azerbaiyán", y el año próximo estableció la revista histórica-cultural  "Patrimonio de Azerbaiyán" y se convirtió en su editora.
En el año 2002, Mehriban Aliyeva, fue elegida Presidenta de la Federación de Gimnasia de Azerbaiyán. Por su iniciativa la Federación Internacional de Gimnasia adoptó la decisión de celebrar el campeonato mundial de gimnasia rítmica de 2005, en Azerbaiyán. 
Mehriban Aliyeva, presidenta de la "Fundación Heydar Alíyev" desde el momento de su creación (en el 2004). En el mismo año, fue designada Embajadora de Buena Voluntad de UNESCO por el apoyo del folclore y las tradiciones musicales y fue elegida miembro del comité ejecutivo del Comité Olímpico Nacional de Azerbaiyán. Por su actividad en diferentes ámbitos, apoyo a la educación y a los proyectos que se pusieron en la práctica en el mundo Islámico, el 24 de noviembre de 2006, Mehriban Aliyeva, fue galardonado con el título honorífico de Embajador de Buena Voluntad de ISESCO(Organización Islámica para la Educación, ciencia y cultura), y Presidenta del Comité Nacional para la celebración los Primeros Juegos Europeos de Bakú 2015.
Mehriban Aliyeva, por primera vez, fue elegida como diputada de la Asamblea Nacional de la República de Azerbaiyán, en 2005, del partido gobernante Nuevo Azerbaiyán, y con un 92 % de los votos ganó las elecciones.

### Vicepresidencia
En septiembre de 2016 en Azerbaiyán se celebró el referéndum constitucional, tras lo cual el mandato presidencial se aumentó de 5 a 7 años y se creó el cargo de primer vicepresidente. El 21 de febrero de 2017, el Presidente de Azerbaiyán, Ilham Aliyev, nombró a Mehriban Primera Vicepresidenta de Azerbaiyán. La primera vicepresidenta, de conformidad con la ley fundamental del país, ejerce las funciones de jefe de Estado, si el presidente por alguna razón, no puede cumplirlas.
En el septiembre de 2018 la vicepresidenta de Azerbaiyán, Mehriban Aliyeva celebró una visita oficial a Italia. En el marco de su visita, en el Vaticano encontró con el Papa Francisco, con el cardenal Pietro Parolin, presidenta del Senado del Parlamento italiano Maria Elisabetta Alberti Casellati y también participó en la ceremonia de apertura de las catacumbas sagradas de Sebastián en el Vaticano, que fueron restauradas por iniciativa de la Fundación Heydar Aliyev.

## Vida personal
Mehriban Pashayeva se casó en 1983 con Ilham Alíyev, el hijo del primer vicepresidente del Consejo de Ministros de la URSS, Heydar Alíyev. De este matrimonio nacieron tres hijos: dos hijas y un hijo. 
La hija mayor, Leyla Aliyeva, nació en 1984 en Moscú; estuvo casada con el empresario y músico Emin Ağalarov. De este matrimonio tiene dos hijos gemelos: Ali y Mikayil, que nacieron en 2008 y adoptó a su hija Amina (Əminə).
La hija menor, Arzu Aliyeva, nació en 1989 en Bakú. En 2011 se casó con Səməd Qurbanov(Samed Gurbanov), hijo del empresario y uno de los creadores Congreso Panruso de Azerbaiyán, Aydın Qurbanov. Tienen un hijo llamado Aydin.
Su hijo Heydar Alíyev nació en Londres.
Aliyeva se ha sometido a una extensa cirugía plástica hasta el punto en que ha obstruido sus expresiones faciales normales, según documentos publicados como parte de WikiLeaks. Durante una visita a Bakú, los funcionarios estadounidenses no pudieron distinguir de inmediato a Aliyeva de sus dos hijas, Arzu y Leyla, gracias a las extensas operaciones.

## Críticas
Freedom House informa que la Fundación Heydar Alíyev, dirigida por Aliyeva desde su creación en 2004, mientras apoya proyectos culturales a nivel nacional y en el extranjero, se ha centrado en "pulir la imagen internacional del régimen y promover la posición oficial de Bakú en el territorio en disputa de Nagorno-Karabaj". También ha sido criticado como vehículo de corrupción.

### Represión política
Mehriban ha afirmado que Azerbaiyán es una tierra de tolerancia política y ha negado las acusaciones de encarcelamiento político masivo. Cuando se le preguntó sobre la difícil situación de la periodista encarcelada Khadija Ismayilova y la defensora de los derechos humanos Leyla Yunus, Mehriban no respondió. Su nombramiento como vicepresidenta coincidió con la detención de más activistas de partidos de la oposición, lo que puede haber sido un intento de reprimir cualquier intento de protestar por la medida. En Azerbaiyán, el poder se concentra principalmente en manos de Ilham Alíyev, Mehriban, y su familia extensa, y las violaciones de derechos humanos incluyen tortura, detenciones arbitrarias y acoso a periodistas y organizaciones no gubernamentales.

## Premios y reconocimientos
- Embajadora de Buena oluntad de UNESCO (13 de agosto de 2004)
- La "mujer del Año" en Azerbaiyán (18 de julio de 2005)[22]
- La orden de "Сruz de Rubí"(Рубиновый крест) de la fundación rusa internacional "los mecenas del siglo" (2005)
- El premio del fondo del Héroe nacional de Chingiz Mustafayev y del Grupo ANS (Azerbaijani News Service) "el hombre del año 2005"  (2005)
- La medalla de oro de Organización Mundial de la Propiedad Intelectual (WIPO) de ONU[23]
- Embajadora de Buena voluntad de ISESCO (Organización Islámica para la Educación, ciencia y cultura) 23 de noviembre de 2006
- El premio internacional "Corazón de oro" (mayo de 2007)[24]
- El premio de Heydar Alíyev de la República de Azerbaiyán, (5 de mayo de 2009)[25]
- Orden al Mérito de la República de Polonia (14 de septiembre de 2009)[26]
- La orden "legión de Honor" de la República francesa (15 de febrero de 2010)[27]
- Medalla Mozart de UNESCO  (30 de julio de 2010)[28]
- Medalla de oro del Foro de Crans Montana (24 de junio de 2011)[29]
- La profesora Emérito de la Primera Universidad de medicina Y. M. Sechenov de Moscú (13 de abril de 2012)[30]
- El premio "Estrella de la commonwealth" de Comunidad de Estados Independientes (13 de abril de 2012)
- El premio del Foro de Crans Montana "Prix de la fundación" (29 de junio de 2012)[31]
- El premio "gloria de Cosacos" de la Unión de Cosacos de Azerbaiyán ("Kazatskaya gloria"; 2012)[32]
- El premio de la "Perfección Femenina de Shaheed Benazir Bhutto 2013" de Pakistán (27 de diciembre de 2013)[33]
- El premio honorable "Kübele" de la Federación de la Amistad Turco-Alemana (mayo de 2014)[33]
- El premio de " Primera Dama del Año" de la revista "The Business Year" (mayo de 2014)[34]
- El premio especial de honor "Perfección Olímpica"(Olympic Excellence) de la Academia Olímpica Internacional (junio de 2014)[35]
- Orden de la Federación Rusa de la región de Astracán "por méritos antes de Astrakhan"[36]
- Día de honor del Estado de Kuwait/agosto de 2014[37]
- Orden de "Heydar Alíyev" en Azerbaiyán Presi (29 de junio de 2015)[25]
- Orden del mérito de Republicana Italiana[38]
- Medalla de Uzeyir Hajibayli (19 de enero de 2019)[39]
- Orden de la Amistad de Rusia (agosto de 2019)[40][41]

## Instituciones estatales que dirige
- Fundación de Amigos de la Cultura de Azerbaiyán
- Federación de Gimnasia de Azerbaiyán[42]
- Fundación Heydar Alíyev